# Danh sách cầu thủ tham dự giải vô địch bóng đá Nam Á 2013
Đây là các đội hình tham dự Giải vô địch bóng đá Nam Á 2013, tổ chức bởi Nepal, diễn ra từ ngày 1 đến 11 tháng 9 năm 2013. Số trận, câu lạc bộ và tuổi của cầu thủ được liệt kê bên dưới.

## Bảng A

### Nepal
Huấn luyện viên:  Jack Stefanowski
| 0#0 | Vị trí | Cầu thủ            | Ngày sinh và tuổi           | Câu lạc bộ              |
| --- | ------ | ------------------ | --------------------------- | ----------------------- |
| 1   | TM     | Ritesh Thapa       | 2 tháng 10, 1984 (28 tuổi)  | Nepal Police            |
| 2   | HV     | Rabin Shrestha     | 26 tháng 12, 1990 (22 tuổi) | Nepal Police            |
| 3   | HV     | Biraj Maharjan     | 3 tháng 10, 1987 (25 tuổi)  | Three Star              |
| 5   | HV     | Sabindra Shrestha  | 5 tháng 1, 1992 (21 tuổi)   | Three Star              |
| 8   | TV     | Jagjit Shrestha    | 10 tháng 8, 1992 (21 tuổi)  | Three Star              |
| 9   | TĐ     | Santosh Sahukhala  | 6 tháng 6, 1988 (25 tuổi)   | Three Star              |
| 10  | TĐ     | Anil Gurung        | 23 tháng 9, 1988 (24 tuổi)  | Manang Marshyangdi      |
| 11  | TĐ     | Ju Manu Rai        | 1 tháng 3, 1983 (30 tuổi)   | Nepal Police            |
| 12  | TV     | Bikram Lama        | 29 tháng 8, 1989 (24 tuổi)  | Three Star              |
| 13  | HV     | Sandip Rai         | 25 tháng 9, 1988 (24 tuổi)  | Three Star              |
| 14  | TV     | Prakash Budhathoki |                             |                         |
| 15  | TV     | Raju Tamang        | 27 tháng 10, 1985 (27 tuổi) | Nepal Army              |
| 16  | TM     | Kiran Chemjong     | 20 tháng 3, 1990 (23 tuổi)  | Three Star              |
| 17  | TV     | Bhola Silwal       | 4 tháng 1, 1987 (26 tuổi)   | Nepal Police            |
| 19  | HV     | Sagar Thapa (c)    | 19 tháng 1, 1984 (29 tuổi)  | Manang Marshyangdi Club |
| 21  | TĐ     | Bharat Khawas      | 16 tháng 4, 1992 (21 tuổi)  | Nepal Army Club         |
| 22  | TM     | Bishal Shrestha    | 12 tháng 9, 1992 (20 tuổi)  | Manang Marshyangdi Club |
| 25  | TĐ     | Bimal Magar        | 18 tháng 9, 1997 (15 tuổi)  | A.N.F.A Academy         |
| 28  | TV     | Tanka Basnet       | 12 tháng 12, 1990 (22 tuổi) | Nepal Army              |
| 32  | HV     | Rohit Chand        | 1 tháng 3, 1992 (21 tuổi)   | Persija Jakarta         |

### Bangladesh
Huấn luyện viên:  Lodewijk de Kruif
| 0#0 | Vị trí | Cầu thủ                 | Ngày sinh và tuổi           | Câu lạc bộ                  |
| --- | ------ | ----------------------- | --------------------------- | --------------------------- |
| 1   | TM     | Biplob Bhattacharjee    | 1 tháng 7, 1981 (32 tuổi)   | Sheikh Russel KC            |
| 2   | HV     | Ashraf Mahmud Linkon    | 6 tháng 6, 1990 (23 tuổi)   | Sheikh Russel KC            |
| 3   | HV     | Mohammed Waly Faisal    | 1 tháng 3, 1985 (28 tuổi)   | Dhaka Abahani               |
| 4   | HV     | Nasiruddin Chowdhury    | 3 tháng 12, 1989 (23 tuổi)  | Sheikh Jamal Dhanmondi Club |
| 5   | HV     | Mohammed Ariful Islam   | 20 tháng 12, 1987 (25 tuổi) | Sheikh Jamal Dhanmondi Club |
| 6   | HV     | Atiqur Rahman Meshu     | 26 tháng 8, 1988 (25 tuổi)  | Dhaka Abahani               |
| 7   | TV     | Mohamed Zahid Hossain   | 15 tháng 6, 1988 (25 tuổi)  | Sheikh Russel KC            |
| 8   | TV     | Mamunul Islam (c)       | 12 tháng 12, 1988 (24 tuổi) | Sheikh Russel KC            |
| 9   | TĐ     | Mithun Chowdhury Mithun | 10 tháng 2, 1989 (24 tuổi)  | Sheikh Russel KC            |
| 10  | TĐ     | Jahid Hasan Ameli       | 25 tháng 12, 1987 (25 tuổi) | Sheikh Russel KC            |
| 11  | TĐ     | Toklis Ahmed            | 14 tháng 9, 1990 (22 tuổi)  | Team BJMC                   |
| 12  | TV     | Mobarak Hossain Bhuyan  | 12 tháng 12, 1990 (22 tuổi) | Mohammedan SC               |
| 14  | TV     | Omar Faruque Babu       | 4 tháng 8, 1987 (26 tuổi)   | Team BJMC                   |
| 15  | TV     | Jamal Bhuyan            | 10 tháng 4, 1990 (23 tuổi)  | Hellerup IK                 |
| 16  | HV     | Raihan Hasan            | 2 tháng 9, 1987 (25 tuổi)   | Sheikh Jamal Dhanmondi Club |
| 17  | TV     | Sohel Rana              | 29 tháng 12, 1987 (25 tuổi) | Mohammedan SC               |
| 20  | TĐ     | Shakhawat Hossain Rony  | 1 tháng 11, 1985 (27 tuổi)  | Dhaka Abahani               |
| 21  | TĐ     | Wahed Ahmed             | 24 tháng 9, 1989 (23 tuổi)  | Mohammedan SC               |
| 22  | TM     | Mamun Khan              | 20 tháng 12, 1985 (27 tuổi) | Mohammedan SC               |
| 25  | TM     | Ziaur Rahman Zia        | 5 tháng 4, 1985 (28 tuổi)   |                             |

### Ấn Độ
Huấn luyện viên:  Wim Koevermans
| 0#0 | Vị trí | Cầu thủ            | Ngày sinh và tuổi           | Câu lạc bộ         |
| --- | ------ | ------------------ | --------------------------- | ------------------ |
| 1   | TM     | Karanjit Singh     | 8 tháng 1, 1986 (27 tuổi)   | Salgaocar          |
| 3   | HV     | Raju Gaikwad       | 25 tháng 9, 1990 (22 tuổi)  | East Bengal        |
| 4   | HV     | Nirmal Chettri     | 21 tháng 10, 1990 (22 tuổi) | Free Agent         |
| 5   | HV     | Arnab Mondal       | 25 tháng 9, 1989 (23 tuổi)  | East Bengal        |
| 6   | TV     | Lenny Rodrigues    | 10 tháng 5, 1987 (26 tuổi)  | Churchill Brothers |
| 7   | TV     | Mehtab Hossain     | 5 tháng 9, 1985 (27 tuổi)   | East Bengal        |
| 8   | TV     | Francis Fernandes  | 25 tháng 11, 1985 (27 tuổi) | Salgaocar          |
| 9   | TV     | Alwyn George       | 1 tháng 3, 1992 (21 tuổi)   | Pailan Arrows      |
| 10  | TĐ     | Jeje Lalpekhlua    | 7 tháng 1, 1991 (22 tuổi)   | Dempo              |
| 11  | TĐ     | Sunil Chhetri (c)  | 3 tháng 8, 1984 (29 tuổi)   | Bengaluru FC       |
| 12  | HV     | Nallappan Mohanraj | 28 tháng 8, 1989 (24 tuổi)  | Pune               |
| 13  | HV     | Sandesh Jhingan    | 21 tháng 7, 1993 (20 tuổi)  | Pailan Arrows      |
| 14  | TV     | Arata Izumi        | 31 tháng 7, 1982 (31 tuổi)  | Pune FC            |
| 16  | TM     | Subrata Pal        | 24 tháng 11, 1986 (26 tuổi) | Free Agent         |
| 17  | TV     | Jewel Raja Shaikh  | 19 tháng 1, 1990 (23 tuổi)  | Dempo              |
| 19  | HV     | Gouramangi Singh   | 25 tháng 1, 1986 (27 tuổi)  | Free Agent         |
| 22  | TV     | Syed Rahim Nabi    | 14 tháng 12, 1985 (27 tuổi) | Free Agent         |
| 23  | TĐ     | Robin Singh        | 9 tháng 5, 1990 (23 tuổi)   | Bengaluru FC       |
| 28  | TĐ     | Dawson Fernandes   | 27 tháng 7, 1990 (23 tuổi)  | Sporing Goa        |
| 34  | TM     | Sandip Nandy       | 15 tháng 1, 1975 (38 tuổi)  | Mohun Bagan        |

### Pakistan
Huấn luyện viên:  Shahzad Anwar
| 0#0 | Vị trí | Cầu thủ          | Ngày sinh và tuổi           | Câu lạc bộ    |
| --- | ------ | ---------------- | --------------------------- | ------------- |
| 1   | TM     | Muzammil Hussain | 6 tháng 9, 1993 (19 tuổi)   | WAPDA         |
| 3   | HV     | Mohammad Ahmed   | 3 tháng 1, 1988 (25 tuổi)   | WAPDA         |
| 4   | HV     | Kamran Khan      | 3 tháng 9, 1985 (27 tuổi)   | KRL           |
| 5   | HV     | Samar Ishaq      | 1 tháng 1, 1986 (27 tuổi)   | KRL           |
| 6   | TV     | Zia Us-Salam     | 2 tháng 4, 1990 (23 tuổi)   | KRL           |
| 8   | TV     | Adnan Ahmed      | 7 tháng 6, 1984 (29 tuổi)   | Droylsden     |
| 10  | TV     | Kalim Ullah      | 9 tháng 8, 1992 (21 tuổi)   | KRL           |
| 11  | TĐ     | Hassan Bashir    | 7 tháng 1, 1987 (26 tuổi)   | Fremad Amager |
| 13  | HV     | Ahsan Ullah      | 13 tháng 12, 1992 (20 tuổi) | KRL           |
| 14  | HV     | Muhammad Hameed  | 7 tháng 9, 1988 (24 tuổi)   | KRL           |
| 15  | TV     | Naveed Ahmed     | 12 tháng 11, 1984 (28 tuổi) | PAF           |
| 16  | TV     | Muhammad Mujahid |                             | PAF           |
| 17  | TĐ     | Saddam Hussain   | 4 tháng 10, 1993 (19 tuổi)  | PIA           |
| 19  | HV     | Yaqoob Butt      | 9 tháng 9, 1988 (24 tuổi)   | Skovshoved IF |
| 20  | TV     | Muhammad Riaz    | 10 tháng 3, 1995 (18 tuổi)  |               |
| 21  | TV     | Muhammad Adil    | 9 tháng 7, 1992 (21 tuổi)   | KRL           |
| 22  | TM     | Yousuf Butt      | 18 tháng 10, 1989 (23 tuổi) | Glostrup FK   |
| 23  | HV     | Faisal Iqbal     | 30 tháng 12, 1981 (31 tuổi) | NBP F.C.      |
| 25  | HV     | Zesh Rehman      | 14 tháng 10, 1983 (29 tuổi) | Kitchee SC    |
| 27  | TM     | Saqib Hanif      | 4 tháng 4, 1994 (19 tuổi)   | KRL           |

## Bảng B

### Afghanistan
Huấn luyện viên:  Mohammad Yousef Kargar
| 0#0 | Vị trí | Cầu thủ                | Ngày sinh và tuổi           | Câu lạc bộ               |
| --- | ------ | ---------------------- | --------------------------- | ------------------------ |
| 1   | TM     | Mansur Faqiryar        | 3 tháng 1, 1986 (27 tuổi)   | VfB Oldenburg            |
| 2   | HV     | Muqadar Qazizadah      | 11 tháng 9, 1988 (24 tuổi)  | Shaheen Asmayee          |
| 3   | HV     | Zohib Islam Amiri      | 2 tháng 5, 1987 (26 tuổi)   | Mumbai FC                |
| 5   | HV     | Ali Ahmad Yarzada      | 15 tháng 10, 1985 (27 tuổi) | Toofaan Harirod          |
| 6   | HV     | Mohammad Rafi Barakzai |                             | Ansari Herat FC          |
| 7   | TV     | Mustafa Azadzoy        | 24 tháng 7, 1992 (21 tuổi)  | TB Uphusen               |
| 9   | TV     | Mohammad Mashriqi      | 7 tháng 7, 1987 (26 tuổi)   | Bhawanipore              |
| 10  | TĐ     | Balal Arezou           | 28 tháng 12, 1988 (24 tuổi) | Churchill Brothers       |
| 11  | TV     | Sandjar Ahmadi         | 10 tháng 2, 1992 (21 tuổi)  | SC Vier- und Marschlande |
| 12  | TĐ     | Hashmatullah Barakzai  | 4 tháng 6, 1987 (26 tuổi)   | Firozi Kabul             |
| 13  | TĐ     | Hamidullah Karimi      |                             | Toofaan Harirod          |
| 14  | HV     | Farzad Ghulam          |                             | Toofaan Harirod          |
| 17  | TV     | Maruf Mohammadi        |                             | Toofaan Harirod          |
| 18  | TV     | Ahmad Arash Hatifi     | 13 tháng 3, 1986 (27 tuổi)  | Bay Area Ambassadors     |
| 19  | TĐ     | Sediq Walizada         | 25 tháng 9, 1993 (19 tuổi)  | NBSVV                    |
| 22  | TM     | Hamidullah Yosufzai    | 2 tháng 12, 1981 (31 tuổi)  | Shaheen Asmayee          |
| 24  | TĐ     | Amrudin Sharifi        |                             | Esteghlal Kabul          |
| 25  | TĐ     | Mustafa Hadid          | 25 tháng 8, 1987 (26 tuổi)  | Altona 93                |
| 27  | HV     | Mujtaba Faiz           | 21 tháng 11, 1989 (23 tuổi) | Shaheen Asmayee          |
| 30  | TV     | Waheed Nadeem          | 2 tháng 6, 1989 (24 tuổi)   | Toofaan Harirod          |

### Maldives
Huấn luyện viên:  István Urbányi
| 0#0 | Vị trí | Cầu thủ            | Ngày sinh và tuổi           | Câu lạc bộ       |
| --- | ------ | ------------------ | --------------------------- | ---------------- |
| 1   | TM     | Mohamed Imran      | 25 tháng 5, 1988 (25 tuổi)  | Maziya           |
| 2   | HV     | Ahmed Abdulla      | 11 tháng 3, 1987 (26 tuổi)  | New Radiant      |
| 3   | HV     | Mohamed Shifan     | 8 tháng 3, 1983 (30 tuổi)   | New Radiant      |
| 5   | TV     | Ahmed Niyaz        | 17 tháng 3, 1979 (34 tuổi)  | New Radiant      |
| 6   | TV     | Mohamed Arif       | 11 tháng 8, 1985 (28 tuổi)  | Maziya           |
| 7   | TĐ     | Ali Ashfaq (c)     | 5 tháng 9, 1985 (27 tuổi)   | New Radiant      |
| 8   | HV     | Rilwan Waheed      | 14 tháng 2, 1991 (22 tuổi)  | New Radiant      |
| 9   | TĐ     | Assadhulla Abdulla | 19 tháng 9, 1990 (22 tuổi)  | Maziya           |
| 10  | TV     | Ali Umar           | 5 tháng 8, 1980 (33 tuổi)   | New Radiant      |
| 11  | TV     | Ali Fasir          | 4 tháng 9, 1988 (24 tuổi)   | New Radiant      |
| 12  | TV     | Ahmed Rasheed      | 8 tháng 7, 1988 (25 tuổi)   | Maziya           |
| 13  | HV     | Akram Abdul Ghanee | 19 tháng 3, 1987 (26 tuổi)  | New Radiant      |
| 15  | TV     | Ismail Easa        | 19 tháng 12, 1989 (23 tuổi) | New Radiant      |
| 17  | HV     | Shafiu Ahmed       | 13 tháng 11, 1988 (24 tuổi) | Maziya           |
| 18  | TM     | Ibrahim Irfah Arif |                             | B.G. Sports Club |
| 19  | TV     | Mohamed Rasheed    | 15 tháng 4, 1985 (28 tuổi)  | Club Valencia    |
| 21  | TĐ     | Hassan Adhuham     | 8 tháng 1, 1990 (23 tuổi)   | B.G. Sports Club |
| 25  | TM     | Imran Mohamed      | 18 tháng 12, 1980 (32 tuổi) | New Radiant      |
| 30  | TV     | Ahmed Imaaz        | 12 tháng 4, 1992 (21 tuổi)  | Club Eagles      |
| 37  | TV     | Mohamed Umair      | 3 tháng 7, 1988 (25 tuổi)   | New Radiant      |

### Sri Lanka
Huấn luyện viên:  Claudio Roberto
| 0#0 | Vị trí | Cầu thủ               | Ngày sinh và tuổi           | Câu lạc bộ   |
| --- | ------ | --------------------- | --------------------------- | ------------ |
| 1   | TM     | Dasun Paranavithana   | 10 tháng 11, 1991 (21 tuổi) | Air Force SC |
| 3   | HV     | Sanka Danushka        | 28 tháng 12, 1984 (28 tuổi) | Army         |
| 5   | HV     | Mohamed Sameer        | 5 tháng 4, 1991 (22 tuổi)   | Renown       |
| 6   | TĐ     | Mohamed Izzadeen      | 8 tháng 6, 1981 (32 tuổi)   | Army         |
| 7   | TV     | Tuwan Rizni           | 16 tháng 6, 1990 (23 tuổi)  | Colombo FC   |
| 8   | HV     | Lahiru Tharaka        | 20 tháng 4, 1989 (24 tuổi)  | Ratnam       |
| 9   | TV     | Mohamed Fazal         |                             | Renown       |
| 10  | TV     | Chathura Gunaratne    | 8 tháng 9, 1982 (30 tuổi)   | Renown       |
| 11  | TV     | Nipuna Bandara        | 17 tháng 6, 1991 (22 tuổi)  | Air Force SC |
| 12  | TĐ     | Mohamed Nafeer        |                             | Renown       |
| 13  | TĐ     | Chathuranga Sanjeewa  | 7 tháng 6, 1991 (22 tuổi)   | Navy SC      |
| 14  | TV     | Raumy Mohideen        | 5 tháng 6, 1979 (34 tuổi)   | Colombo FC   |
| 16  | HV     | Bandara Warakagoda    | 13 tháng 10, 1986 (26 tuổi) | Renown       |
| 17  | HV     | Suranda Bandara       | 28 tháng 5, 1988 (25 tuổi)  | Solid SC     |
| 19  | TĐ     | Sudarshana Gunasinghe |                             | Navy SC      |
| 21  | TV     | Sanoj Sameera         | 3 tháng 9, 1989 (23 tuổi)   | Saunders SC  |
| 22  | TM     | Mohamed Imran         |                             | Renown       |
| 23  | HV     | Tharindu Eranga       | 30 tháng 5, 1990 (23 tuổi)  | Ratnam       |
| 25  | TM     | Sujan Perera          | 18 tháng 7, 1989 (24 tuổi)  | Army         |
| 30  | TV     | H.D.M. de Silva       |                             | Army         |

### Bhutan
Huấn luyện viên:  Kazunori Ohara
| 0#0 | Vị trí | Cầu thủ              | Ngày sinh và tuổi           | Câu lạc bộ   |
| --- | ------ | -------------------- | --------------------------- | ------------ |
| 1   | TM     | Leki Dukpa           | 9 tháng 12, 1989 (23 tuổi)  | Drukpol      |
| 2   | TV     | Diwash Subba         |                             | Yeedzin      |
| 3   | HV     | Dawa Gyeltshen       | 7 tháng 6, 1986 (27 tuổi)   | Yeedzin      |
| 4   | HV     | Pema Dorji           | 5 tháng 7, 1985 (28 tuổi)   | Yeedzin      |
| 5   | TV     | Passang Tshering (C) | 16 tháng 7, 1983 (30 tuổi)  | Thimphu City |
| 6   | TĐ     | Sonam Tenzin         | 20 tháng 10, 1986 (26 tuổi) | Drukpol      |
| 7   | TĐ     | Chencho Gyeltshen    | 15 tháng 12, 1990 (22 tuổi) | Yeedzin      |
| 8   | HV     | Nima Sangay          | 1 tháng 1, 1984 (29 tuổi)   | Drukpol      |
| 9   | TV     | Ugyen Dorji          | 23 tháng 12, 1992 (20 tuổi) | Thimphu City |
| 10  | TV     | Sonam Yoezer         | 24 tháng 10, 1994 (18 tuổi) | Yeedzin      |
| 11  | TV     | Chencho Nio          | 3 tháng 3, 1986 (27 tuổi)   | Yeedzin      |
| 13  | TĐ     | Tshering Wangdi      |                             | Yeedzin      |
| 15  | TĐ     | Yeshey Dorji         | 2 tháng 1, 1989 (24 tuổi)   | Yeedzin      |
| 16  | TV     | Tshering Dorji       | 10 tháng 9, 1993 (19 tuổi)  | Thimphu City |
| 17  | HV     | Pema Rinchen         | 20 tháng 2, 1986 (27 tuổi)  | Dzongree     |
| 18  | TV     | Biren Basnet         | 20 tháng 10, 1994 (18 tuổi) | Thimphu City |
| 19  | HV     | Man Bahadur Gurung   |                             | Druk Star    |
| 21  | TM     | Migma Tshering       |                             | Thimphu City |
| 22  | TM     | Hemlal Bhattrai      | 1 tháng 11, 1990 (22 tuổi)  | Druk Stars   |
| 23  | HV     | Karun Gurung         | 9 tháng 6, 1986 (27 tuổi)   | Thimphu City |